# Râul Ocolișel
Râul Ocolișel este un afluent al râului Arieș. 

## Imagini

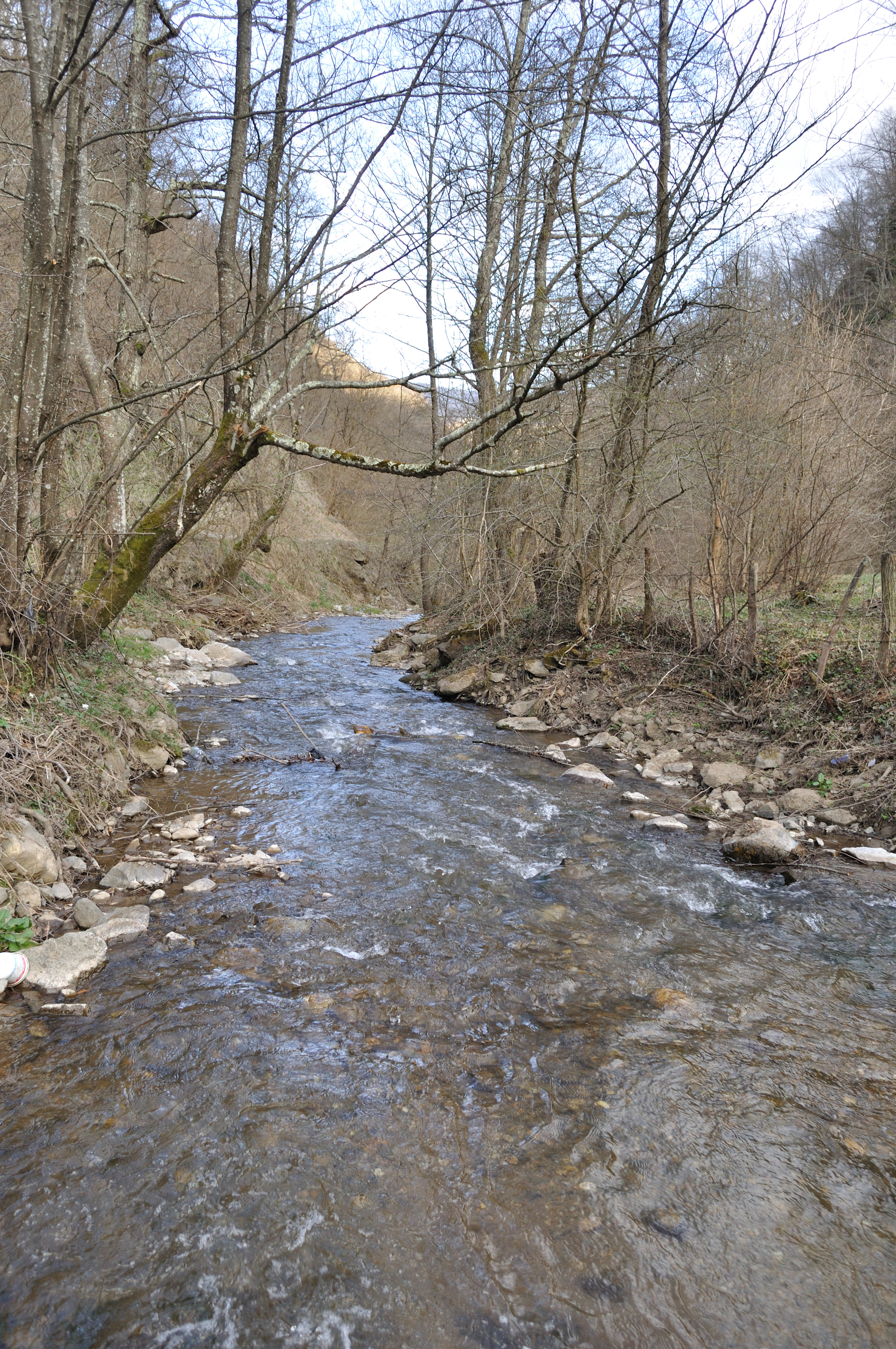
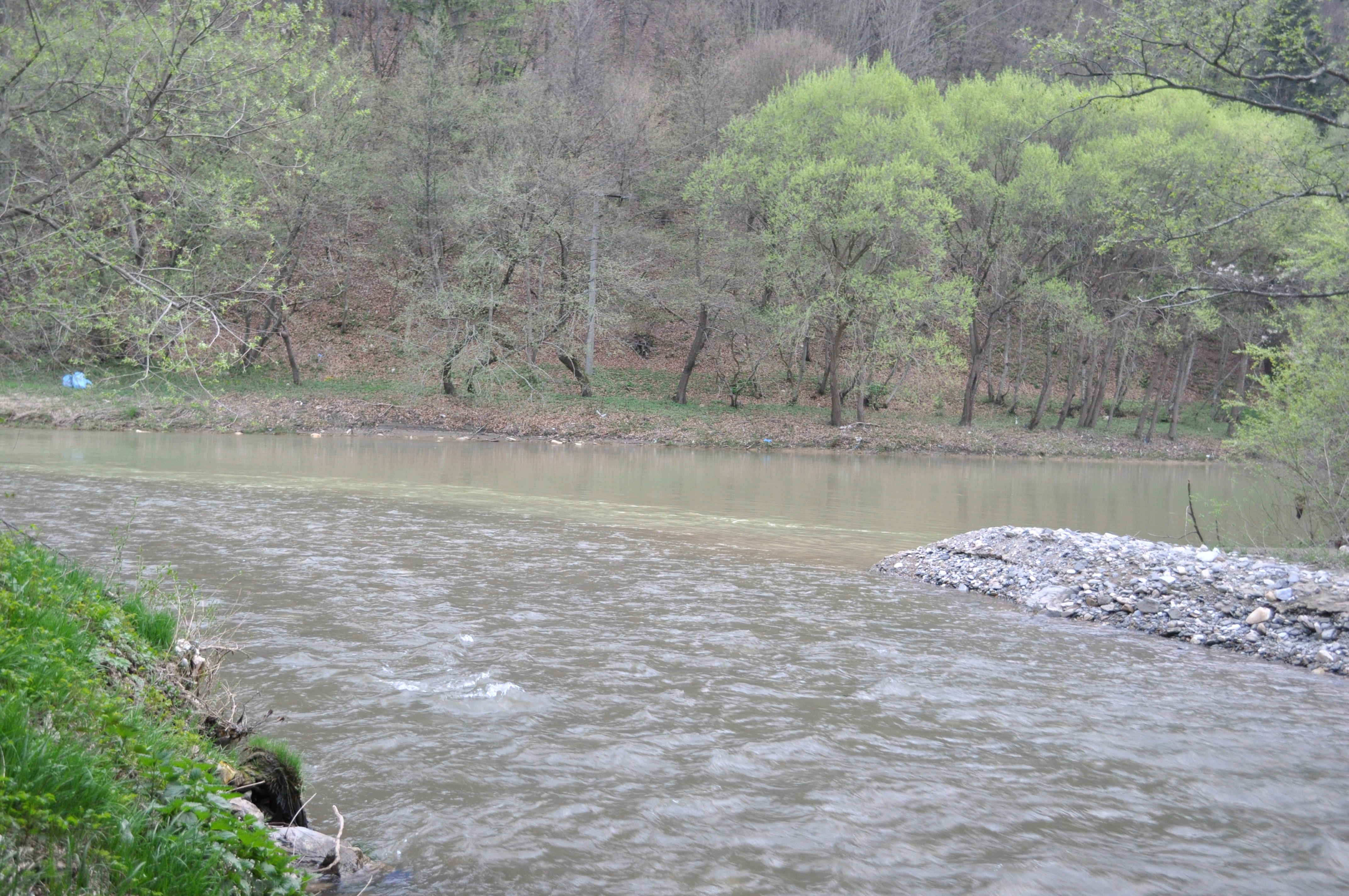
Râul Ocolișel la vărsarea în Arieș

## Hărți
- Harta Munții Apuseni
- Harta Județul Alba